# Yulián Gómez
Yulián Andrés Gómez Mosquera (Miranda, 24 agosto 1997) è un calciatore colombiano, difensore del Deportivo Cali.

## Palmarès

### Club

#### Competizioni nazionali
- Copa Colombia: 1

Independiente Medellín: 2020